# John Symonds
John Alexander Symonds, nome in codice Skot (Soke of Peterborough, 13 luglio 1935 – 7 gennaio 2017), è stato un agente segreto britannico infiltrato nel Regno Unito dal KGB.

## Biografia
Lavorò nella Royal Artillery nel periodo 1953-1956, per poi passare nel 1956 alla Polizia Metropolitana di Londra, dove prestò servizio con il grado di sergente presso Scotland Yard, fino al 1972, quando lasciò il paese per sfuggire ad accuse di corruzione verso ufficiali di polizia.
Tra il 1972-1980 è stato un agente KGB impiegato come "spia Romeo" con il nome in codice di Skot. Il ruolo affidatogli dai suoi capi sovietici era di sedurre donne impiegate in ambasciate occidentali con l'obiettivo di ottenere segreti.
Negli anni ottanta Symonds si consegnò come spia alla polizia e ai servizi di sicurezza, e apparve sulla prima pagina del Daily Express (1985) e del News on Sunday (1987), ma nessuno gli credette. Le sue affermazioni furono prese sul serio solo dopo le rivelazioni del disertore Vasili Mitrokhin nel 1992.
La spia non fu mai perseguita dalla legge inglese, né fu mai interrogato dall'MI5 o dall'MI6.
La pubblicazione del cosiddetto archivio Mitrokhin causò l'apertura di un'indagine del Parlamento dal Comitato di Intelligence e Sicurezza. Il rapporto contiene parole critiche contro la mancanza di interesse al caso di Symonds dimostrato dai servizi di sicurezza:
Il Comitato crede che fu un serio fallimento dei servizi di sicurezza quello di non riferire del caso di Symonds nel 1993. [...] Crediamo che il servizio avrebbe dovuto interrogare il signor Symonds, almeno per le registrazioni storiche.